# Lena Endre
Lena Endre (Lidingö, comtat d'Estocolm, 8 de juliol de 1955) és una actriu sueca de cinema i televisió, principalment en els mercats suec i noruec, coneguda per protagonitzar la pel·lícula de Liv Ullmann Trolösa (2000), i les pel·lícules de la Trilogia Millennium (p. ex, Els homes que no estimaven les dones), basada en la trilogia de llibres de Stieg Larsson. Endre va fer el seu debut cinematogràfic en anglès el 2012, a la pel·lícula de Paul Thomas Anderson The Master, protagonitzada per Joaquin Phoenix i Philip Seymour Hoffman.

## Primrs anys
Filla de Beryl (nascuda Forsman) i Ants Endre, va créixer a Härnösand, Ångermanland, i Trollbäcken, Tyresö. Va estudiar biologia marina i va treballar en una botiga de discos mentre participava en obres de teatre amateur. Va formar part dels grups de teatre Teater Sputnik i Inge Waern el 1979. El 1983, va ser acceptada a l'Acadèmia d'Arts Escèniques d'Estocolm.

## Carrera
Endre es va graduar a l'Acadèmia d'Arts Escèniques d'Estocolm el 1986 i va tenir el seu debut a la sèrie de televisió sueca Varuhuset i Lorry en la dècada del 1980. Va abandonar el repartiment de Varuhaset després d'identificar-se massa estretament amb el seu personatge. Endre va ser contractada pel Reial Teatre Dramàtic el 1987. Abans del seu paper a Varuhuset, va tenir un petit paper a Slagskämpen el 1984.
Des de llavors ha actuat en diverses produccions de televisió i pel·lícules, principalment a Suècia i Noruega.
És coneguda pel seu paper a la pel·lícula de Liv Ullmann Trolösa (2000) interpretant Katarina, la relació amorosa de Wallander a la sèrie de televisió homònima. Endre també va aparèixer a dues pel·lícules del director danès Simon Staho, Dag och Natt (2004) i Himlens Hjärta (2008). Després va interpretar "Erika Berger" a les tres pel·lícules de Trilogia Millennium: Els homes que no estimaven les dones, La noia que somiava un llumí i un bidó de gasolina i La reina al palau dels corrents d'aire. El 2012 va debutar en el cinema en anglès a la pel·lícula de Paul Thomas Anderson The Master, amb Joaquin Phoenix, Philip Seymour Hoffman, Amy Adams, i Laura Dern.

## Premis
Lena Endre va rebre el Premi Guldbagge a la millor actriu secundària el 1997 i el Premi Guldbagge a la millor actriu el 2000.

## Filmografia parcial
- Besökarna (1988)
- Pelle flyttar till Komfusenbo (1990)
- Les millors intencions (1992)
- Söndagsbarn (1992)
- Yrrol (1994)
- Kristin Lavransdatter (1995)
- Jerusalem (1996)
- Ogifta par – en film som skiljer sig (1997)
- En presència d'un clown (1997, TV)
- Ögat (1998)
- Trölosa (2000)
- Gossip (2000)
- Musikk for bryllup og begravelser (2002)
- Alla älskar Alice (2002)
- Dag och natt (2004)
- Göta kanal 2 – Kanalkampen (2006)
- Himlens Hjärta (2008)
- Wallander (sèrie de televisió sueca) (2009)
- Els homes que no estimaven les dones (2009)
- La noia que somiava un llumí i un bidó de gasolina (2009)
- La reina al palau dels corrents d'aire (2009)
- Engelen (2009)
- Kyss mig (2011)
- The Master (2012)
- Limbo (2012)
- Skumtimmen (2013)
- Måste gitt (2017)
- Kingsman: The Golden Circle (2017)